# Arab Strap
Arab Strap es un grupo indie rock de estilo slowcore proveniente de Escocia cuyos álbumes aparecieron bajo el sello independiente Chemikal Underground.

## Historia
El vocalista Aidan Moffat y el multinstrumentista Malcolm Middleton crecieron en Falkirk, Escocia y se conocieron gracias a su pasión común tanto por los artistas del sello Drag City, entre ellos Smog y Will Oldham, como por el alcohol. Empezaron a colaborar en 1995 y al año siguiente publicaron su álbum de debut The Week Never Starts Round Here.
En sus 10 años de carrera, Arab Strap trabajaron con multitud de músicos, como  Jenny Reeve y Stacey Sievewright, o Adele Bethel y David Gow, quienes posteriormente formaron Sons and Daughters. Stuart Murdoch de Belle & Sebastian participó en el álbum Philophobia, pero su canción y álbum titulados "The Boy with the Arab Strap" le enemistaron más tarde con el grupo de Falkirk.
Una de las características más definidas de Arab Strap es la utilización de letras sórdidas, personales y muy sinceras, descritas por el semanario musical británico NME como "descripciones de alcoba" ("fly on the duvet vignettes"). Aunque iniciaron sus andanzas como una banda esencialmente electroacústica de sonido melancólico y áspero, poco a poco, tras varios álbumes e infinidad de conciertos, desarrollaron un sonido mucho más completo que bebía tanto de la música indie como de la de baile. 
En consonancia con sus habituales alusiones a temas sexuales, (arab strap es el nombre de un juguete sexual), Moffat ha publicado varios discos en solitario bajo el nombre de Lucky Pierre (en argot británico, el tercero de un trío homosexual). Su trabajo en solitario comparte el mismo estilo áspero y melancólico, pero es totalmente instrumental. Malcolm Middleton ha publicado también discos en solitario. Los dos primeros, incluyendo el ensalzado por la crítica 5:14 Fluoxytine Seagull Alcohol John Nicotine, fueron publicados por Chemikal Underground. En el año 2007, Middleton firmó con la discográfica Full Time Hobby Records, con la que publicó, ese mismo año, su tercer álbum, A Brighter Beat.
El 9 de septiembre de 2006, el grupo anunció su separación a través de su página Web. Para celebrar los 10 años desde la publicación de su primer álbum de estudio decidieron lanzar al mercado el recopilatorio Ten Years Of Tears, grabado en directo. A finales de año salieron de gira por última vez y dieron su último concierto en una sala de Japón, Shibuya O-Nest, el 17 de diciembre de 2006.

## Discografía

### Álbumes de estudio
- The Week Never Starts Round Here (Chemikal Underground, 1996)
- Philophobia (Chemikal Underground, 1998) Reino Unido #37
- Elephant Shoe (Go! Beat Records, 1999) Reino Unido #79
- The Red Thread (Chemikal Underground, 2001) Reino Unido #125
- Monday at the Hug and Pint (Chemikal Underground, 2003) Reino Unido #120
- The Last Romance (Chemikal Underground, 2005) Reino Unido #199
- As Days Get Dark (Rock Action Records, 2021) Escocia #1, Reino Unido #14

### Álbumes en directo
- Mad For Sadness Go! Beat 1999 Reino Unido #138
- The Cunted Circus Edición privada 2003
- Acoustic Request Show Edición privada 2005

### Recopilatorios y EP
- The Girls of Summer EP Chemikal Underground 1997 Reino Unido #74
- Live Too Many Cooks 1998
- Cherubs EP Go! Beat 1999 Reino Unido #5
- Singles Bandai 1999
- Fukd ID 2 Chemikal Underground 2000 Reino Unido #163
- Quiet Violence Edición privada 2002
- The Shy Retirer EP Chemikal Underground 2003 Reino Unido #25
- Ten Years Of Tears Chemikal Underground 2006

### Sencillos
| Año  | Fecha                          | Álbum                            | Discográfica         | Posición lista de ventas Reino Unido |
| ---- | ------------------------------ | -------------------------------- | -------------------- | ------------------------------------ |
| 1996 | "The First Big Weekend"        | The Week Never Starts Round Here | Chemikal Underground | -                                    |
| 1997 | "The Smell of Outdoor Cooking" | The Week Never Starts Round Here | Lissys               | -                                    |
| 1997 | "The Clearing"                 | The Week Never Starts Round Here | Chemikal Underground | 184                                  |
| 1998 | "Here We Go"/"Trippy"          | Philophobia                      | Chemikal Underground | 48                                   |
| 1998 | "(Afternoon) Soaps"            | Philophobia                      | Chemikal Underground | 74                                   |
| 2000 | "To All A Good Night"          | (none)                           | Chemikal Underground | -                                    |
| 2001 | "Love Detective"               | The Red Thread                   | Chemikal Underground | 66                                   |
| 2001 | "Turbulence"                   | The Red Thread                   | Chemikal Underground | 81                                   |
| 2005 | "Dream Sequence"               | The Last Romance                 | Chemikal Underground | -                                    |
| 2006 | "Speed-Date"                   | The Last Romance                 | Chemikal Underground | -                                    |
| 2006 | "The Shy Retirer"              | (none)                           | Lanzamiento propio   | -                                    |
| 2006 | "There Is No Ending"           | The Last Romance                 | Chemikal Underground | -                                    |